# Mamady Condé
Mamady Condé est un homme politique guinéen. Il est ministre des Affaires étrangères du 23 février 2004 au 8 mars 2005 et du 29 mai 2006 à mars 2007.